# NGC 4584
NGC 4584 (другие обозначения — UGC 7803, MCG 2-32-162, ZWG 70.199, VCC 1757, NPM1G +13.0312, PGC 42223) — спиральная галактика с перемычкой (SBa) в созвездии Дева.
Этот объект входит в число перечисленных в оригинальной редакции «Нового общего каталога».
В галактике наблюдается сконцентрированное в центре линейное излучение.